# Järnjungfru

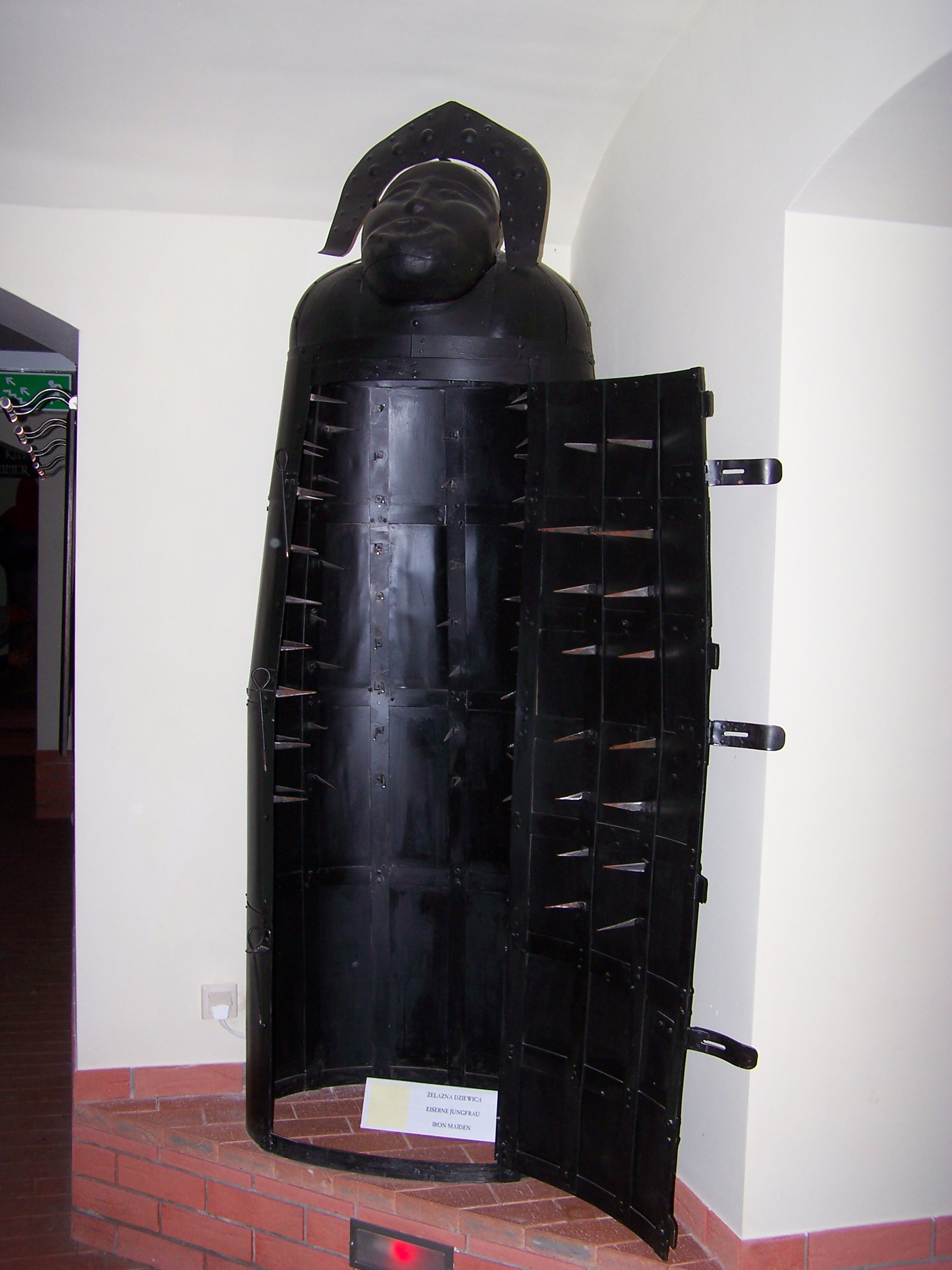
En järnjungfru.

En järnjungfru är ett fiktivt tortyr- och avrättningsredskap. Det är en kroppsformad kista full av järnspetsar, som offret skulle spärras in i. Järnjungfrur har aldrig använts, utan tillverkas som ett samlarobjekt.
De exemplar som finns på museer har tillverkats på 1800-talet som utställningsföremål.  Det första belägget för järnjungfruns förekomst daterar från sena 1700-talet och handlar om en påstådd avrättning av en myntförfalskare i Nürnberg i Tyskland. Avrättningen ska ha inträffat år 1515. Berättelsens trovärdighet är dock ifrågasatt.
Uday Hussein uppges ha ägt en järnjungfru.
Det brittiska hårdrockbandet Iron Maidens namn kommer från ordet järnjungfru (engelska: Iron maiden).